# Гранд-Форкс (аэропорт)
Международный аэропорт Гранд-Форкс (англ. Grand Forks International Airport), (ИАТА: GFK, ИКАО: KGFK, FAA LID: GFK) — государственный гражданский аэропорт, расположенный в восьми километрах к северо-западу от центрального делового района города Гранд-Форкс (Северная Дакота), США.
Аэропорт не обслуживает рейсы регулярных коммерческих перевозок, однако называется международным, поскольку содержит службу таможенного контроля для обработки пассажирских потоков авиации общего назначения в города Канады и в другие страны.
Международный аэропорт Гранд-Форкс, часто называемый по имени бывшего сенатора США от штата Северная Дакота Международным аэропортом имени Марка Эндрюса, находится в ведении Совета по управлению региональными аэропортами Гранд-Форкса и расположен на Автомагистрали 2 США в шести километрах от Автодороги 29 штата Северная Дакота.
По данным статистики за 2008 год Федерального управления гражданской авиации США аэропорт обработал 241 753 операции взлётов и посадок воздушных судов, заняв 50-е место в списке наиболее загруженных аэропортов страны по данному показателю. Основной объём (порядка 90 %) всего воздушного трафика приходится на Центр аэрокосмической науки Университета Северной Дакоты.

## Инфраструктура

### Пассажирский терминал
Здание пассажирского терминала Международного аэропорта Гранд-Форкс было построено в 1964 году. В терминале находятся зона регистрации билетов и оформления багажа, зал выходов на посадку с постоянными гейтами авиакомпаний Northwest Airlines (в настоящее время — Delta Air Lines) и Allegiant Air, ресторан, сувенирный магазин и зал ожидания прибытия пассажиров. В стерильной зоне находится небольшой зал ожидания отправления, который обслуживает два пассажирских гейта.
В 2004—2005 годах по заказу управляющей компанией аэропорта консалтинговой фирмой Ulteig Engineers было проведено обследование инфраструктуры аэропортового комплекса на предмет решения назревших проблем с обеспечением безопасности полётов и необходимостью расширения площадей для обслуживания пассажирских потоков. Результаты выполненной работы были представлены в виде двух альтернативных вариантов.
Первый вариант состоял в сохранении существующего здания пассажирского терминала в целом, без внесения в его структуру каких-либо масштабных изменений. Консалтинговая группа не рекомендовала руководству выбор данного варианта, поскольку существующий механизм работы пассажирского терминала имеет целый комплекс серьёзных проблем, как структурных, так и связанных с обеспечением безопасности полётов воздушных судов. В частности, нерешаемыми оставались проблемы, связанные с отсутствием перспективы увеличения пассажирского трафика и увеличения площадей аэровокзала, отсутствием прямой видимости взлётно-посадочных полос и зоны посадки пассажиров в самолёты, а также серьёзные проблемы с системой обработки, приёма и выдачи багажа. Согласно первому варианту смета косметической реконструкции существующего здания терминала составляла 18,3 миллионов долларов США, сохраняя при этом все перечисленные недостатки.
По мнению консалтинговой группы наиболее предпочтительным являлся второй вариант, согласно которому предлагалось строительство нового здания пассажирского терминала. Управляющая компания остановилась на данном развитии событий, общая смета возведения нового здания и создания новой инфраструктуры была оценена в 29 миллионов долларов США, дополнительные 8,6 млн долларов были заложены в смету для организации крытой автостоянки, вместо существующей ныне стоянки автомобилей под открытым небом.
Значительная часть заявленной сметы расходов нового терминального комплекса будет покрываться из казны федерального бюджета, за исключением дополнительных расходов на строительство автостоянки. Тем не менее, оставшаяся часть расходов является достаточно высокой для такого небольшого аэропорта, как Гранд-Форкс. Ситуация осложняется с необходимостью закрытия близлежащей мусорной свалки и строительством четвёртой взлётно-посадочной полосы, которая должна быть сдана до начала возведения нового здания пассажирского терминала и будет сопряжена с разного рода экологическими проблемами.
Согласно утверждённому проекту весь комплекс работ по строительству нового здания должен быть завершён к 2011 году.

### Взлётно-посадочные полосы

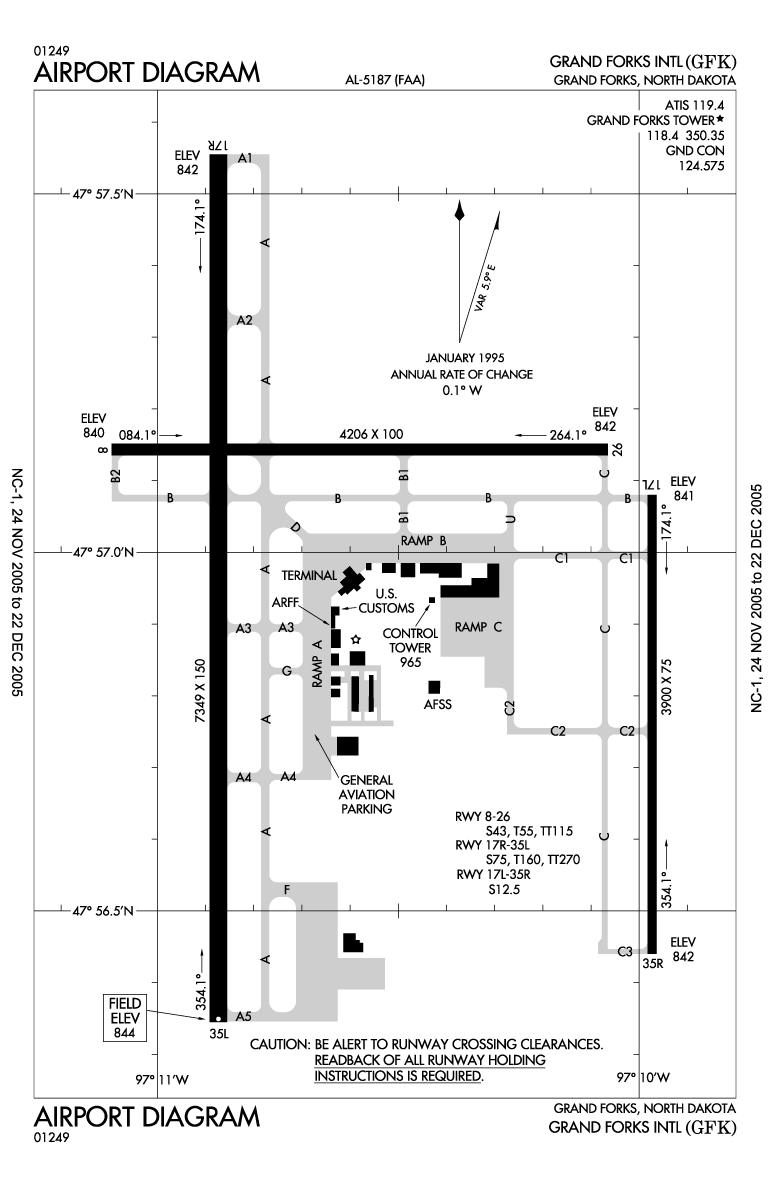
Схема FAA Международного аэропорта Гранд-Форкс

Международный аэропорт Гранд-Форкс занимает площадь в 655 гектар, расположен на высоте 258 метров над уровнем моря и эксплуатирует четыре взлётно-посадочные полосы:
- 9L/27R размерами 1282 × 30 метров с бетонным покрытием;
- 17L/35R размерами 1189 × 23 метров с бетонным покрытием;
- 17R/35L размерами 2240 × 46 метров с асфальтовым покрытием;
- 9R/27L размерами 1006 × 18 метров с бетонным покрытием.

### Операционная деятельность
За период с 31 декабря 2008 года по 31 декабря 2009 года Международный аэропорт Гранд-Форкс обработал 241 459 операций взлётов и посадок самолётов (в среднем 662 операции ежедневно), из них 93 % пришлось на рейсы аэротакси, 5 % составила авиация общего назначения, 1 % — регулярные коммерческие перевозки и 1 % — рейсы военной авиации.